# Pyrenopeziza islebiensis
Pyrenopeziza islebiensis är en svampart som tillhör divisionen sporsäcksvampar, och som beskrevs av Johannes Kunze. Pyrenopeziza islebiensis ingår i släktet Pyrenopeziza, och familjen Dermateaceae. Arten är reproducerande i Sverige.